# Samar Yazbek
Samar Yazbek (in arabo سمر يزبك‎?; Jable, 18 agosto 1970) è una scrittrice e giornalista siriana.

## Biografia
Nata a Jable nel 1970, si è laureata in letteratura araba,  è scrittrice e sceneggiatrice.
È stata selezionata nel 2010 per il progetto collaborativo Beirut39 che raccoglie i 39 scrittori arabi più promettenti.
Nel 2011 è fuggita dal suo paese d'origine (per poi ritornarvi illegalmente per protestare contro il regime, esperienza narrata in Passaggi in Siria) fino alla definitiva scelta dell'esilio a Parigi nel 2014.
Yazbek è stata una voce di spicco a sostegno dei diritti umani e più specificamente dei diritti delle donne in Siria. Nel 2012, ha lanciato Women Now for Development, una ONG con sede in Francia che mira a emancipare le donne siriane economicamente e socialmente. Sempre nel 2012 è stata insignita del Premio scrittore internazionale del coraggio riservato ad autori e attivisti perseguitati.
Con il romanzo Passaggi in Siria ha vinto nel 2016 il Prix du Meilleur livre étranger nella categoria saggio.

## Opere tradotte in italiano
- Il profumo della cannella (Cinnamon, 2008), Roma, Castelvecchi, 2010 ISBN 978-88-6993-109-3.
- Lo specchio del mio segreto, (In her mirrors, 2010), Roma, Castelvecchi, 2011 ISBN 978-88-7615-544-4.
- Passaggi in Siria (The crossing, 2015), Palermo, Sellerio, 2017 ISBN 978-88-3893-687-6.
- Diciannove donne (19 women: Tales of resilience from Syria, 2018), Palermo, Sellerio, 2019 ISBN 978-88-3893-949-5.

## Premi e riconoscimenti
- 2016 Premio al miglior libro straniero per  “The crossing” (Francia)[6][7][8]
- 2013 Premio Oxfam Novib/PEN “A Woman in the Crossfire: Diaries of the Syrian Revolution” (Paesi Bassi)[9][10]
- 2012 Premio PEN Tucholsky per “A Woman in the Crossfire: Diaries of the Syrian Revolution” (Svezia)
- 2012 Premio PEN Pinter per “A Woman in the Crossfire: Diaries of the Syrian Revolution” (Gran Bretagna)
- 2010 Selezionata “Beirut 39, Hay festival” per i migliori scrittori sotto i 40 (Beirut)
- 2000 UNICEF, miglior scenario letterario per “A falling sky” (TV)